# I Solisti Veneti
L'ensemble I Solisti Veneti est un orchestre de chambre spécialisé d'abord dans l'interprétation de musique baroque italienne, mais étendue ensuite à Mozart, Rossini, les pré-romantiques. La musique contemporaine prend aussi une part importante de leurs activités.

## Description
L’orchestre a été fondé à Padoue en 1959 par Claudio Scimone, qui en est le directeur jusqu'à son décès.
L'orchestre I Solisti Veneti est parmi les premiers orchestres de chambre italiens jouant avec des instruments modernes, contrairement à la plupart des orchestres baroques, qui utilisent des instruments anciens ou des reproductions.
Depuis  plus de cinquante ans, l'orchestre exécute la musique baroque de compositeurs italiens tels Antonio Vivaldi, Tomaso Albinoni, Francesco Geminiani, Benedetto Marcello et Giuseppe Tartini.
Giuliano Carmignola et Piero Toso sont parmi les solistes qui font partie de l’ensemble, composé d'une quinzaine d'instruments, d'un clavecin et, selon le répertoire, de mandolines et d'instruments à vent.
Le groupe a réalisé plus de 300 enregistrements, dont bon nombre avec le label Erato, parmi ceux-ci, des enregistrements d’œuvres inédites de Vivaldi, Albinoni et Gioachino Rossini.
L'ensemble a enregistré avec de nombreux artistes de renommée mondiale, dont Salvatore Accardo, Plácido Domingo, Jean-Pierre Rampal, Pierre Pierlot, Marilyn Horne, James Galway, Mstislav Rostropovitch, Sviatoslav Richter, Paul Badura-Skoda, Heinz Holliger et Ugo Orlandi.
Certains enregistrements ont été  réalisés pour la télévision et le cinéma.
L'orchestre I Solisti Veneti a fait le tour du monde en jouant dans plus de soixante pays dans des endroits aussi divers que Salzbourg ou Séoul,,.
L'ensemble a remporté de nombreux prix dont un Grammy et un Grand Prix du Disque.
Les Solisti Veneti ont créé de nombreuses œuvres contemporaines, notamment de Georges Aperghis, Sylvano Bussotti, Charles Chaynes, Marius Constant, Franco Donatoni, Gérard Masson, Costin Miereanu, Luis de Pablo et Julien-François Zbinden.